# Cathédrale de la Transfiguration-du-Sauveur d'Ouglitch
Pour les articles homonymes, voir Cathédrale de la Transfiguration.
La cathédrale de la Transfiguration-du-Sauveur (en russe : Спасо-Преображенский собор) est une cathédrale de la ville d'Ouglitch, construite le long des rives de la Volga dans le Kremlin d'Ouglitch. Le patrimoine architectural de cette ville fait partie de l'Anneau d'or de Russie. La ville d'Ouglitch est proche de Iaroslav qui est également classée dans l'Anneau d'Or de par la richesse de son patrimoine architectural. 
La transfiguration à laquelle est dédiée la cathédrale est un épisode de la vie de Jésus-Christ transcrite dans les évangiles, fêtée le 8 août.
La cathédrale de la Transfiguration-du-Sauveur, a été construite sous la direction de Grigori Fedorov en 1710 à la place de celle en bois qui existait auparavant et qui fut détruite. Elle est typique du style architectural de Iaroslav au XVIIe siècle. La cathédrale de la Transfiguration avec ses cinq coupoles, forme un ensemble homogène. L'absence de piliers à l'intérieur de l'édifice permet de donner un sentiment d'espace. Ses cinq coupoles sont visibles depuis les limites de la ville et lui donnent son caractère architectural dominant.
La façade sud de l'édifice est orientée vers la ville. Elle est garnie de motifs végétaux sculptés. Un portique de style classique a été ajouté au XIXe siècle.
La peinture murale intérieure a été réalisée au début du XIXe siècle dans le style architectural de genre classique à la demande du prince de la Famille Galitzine par un groupe de peintres dont Timophée Medevdev était le coordonnateur. Les couleurs utilisées pour les scènes représentées sont claires et donnent une impression d'espace. 
La tour-clocher a été édifiée en 1730, au sud de la cathédrale dans le style de son époque.
Durant la période soviétique, la cathédrale était gérée par le musée de la ville. Depuis quelques années elle est retournée dans le patrimoine de l'église orthodoxe de Russie.

## Galerie

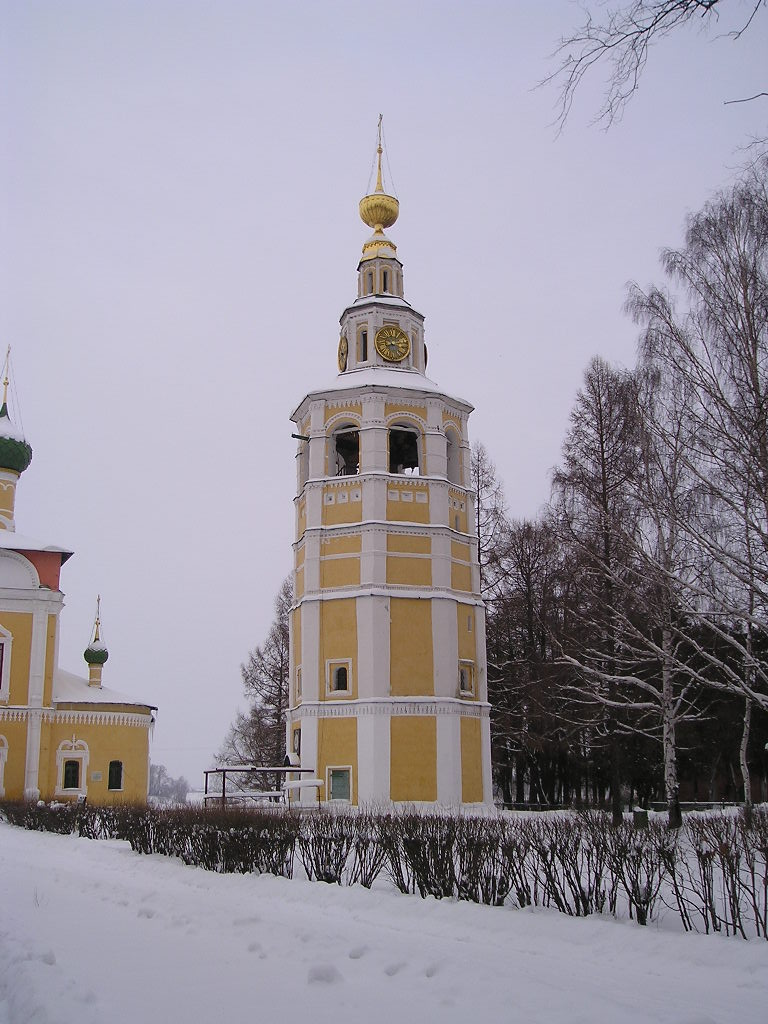
Tour-clocher d'Ouglitch
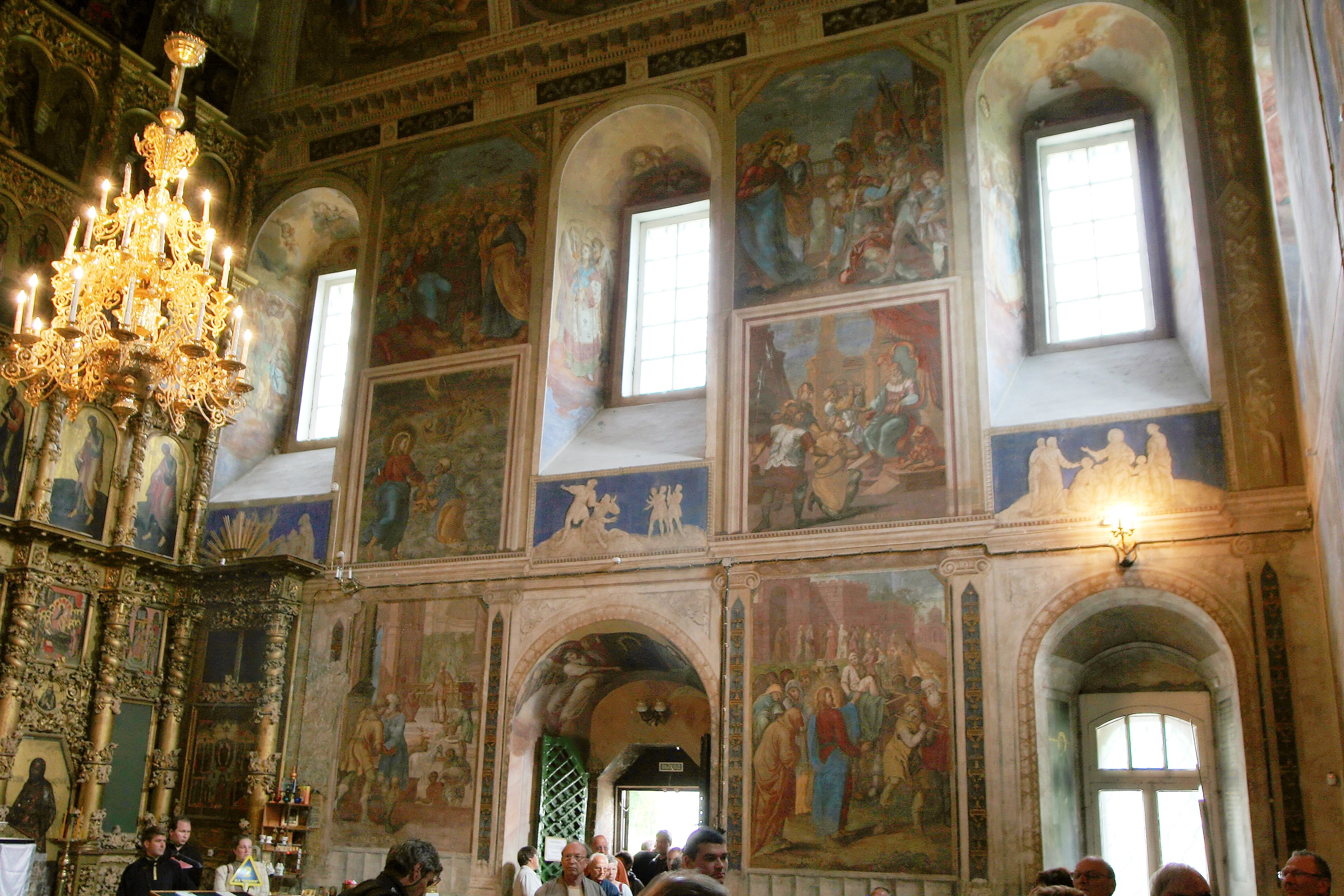
Intérieur de la Cathédrale d'Ouglitch
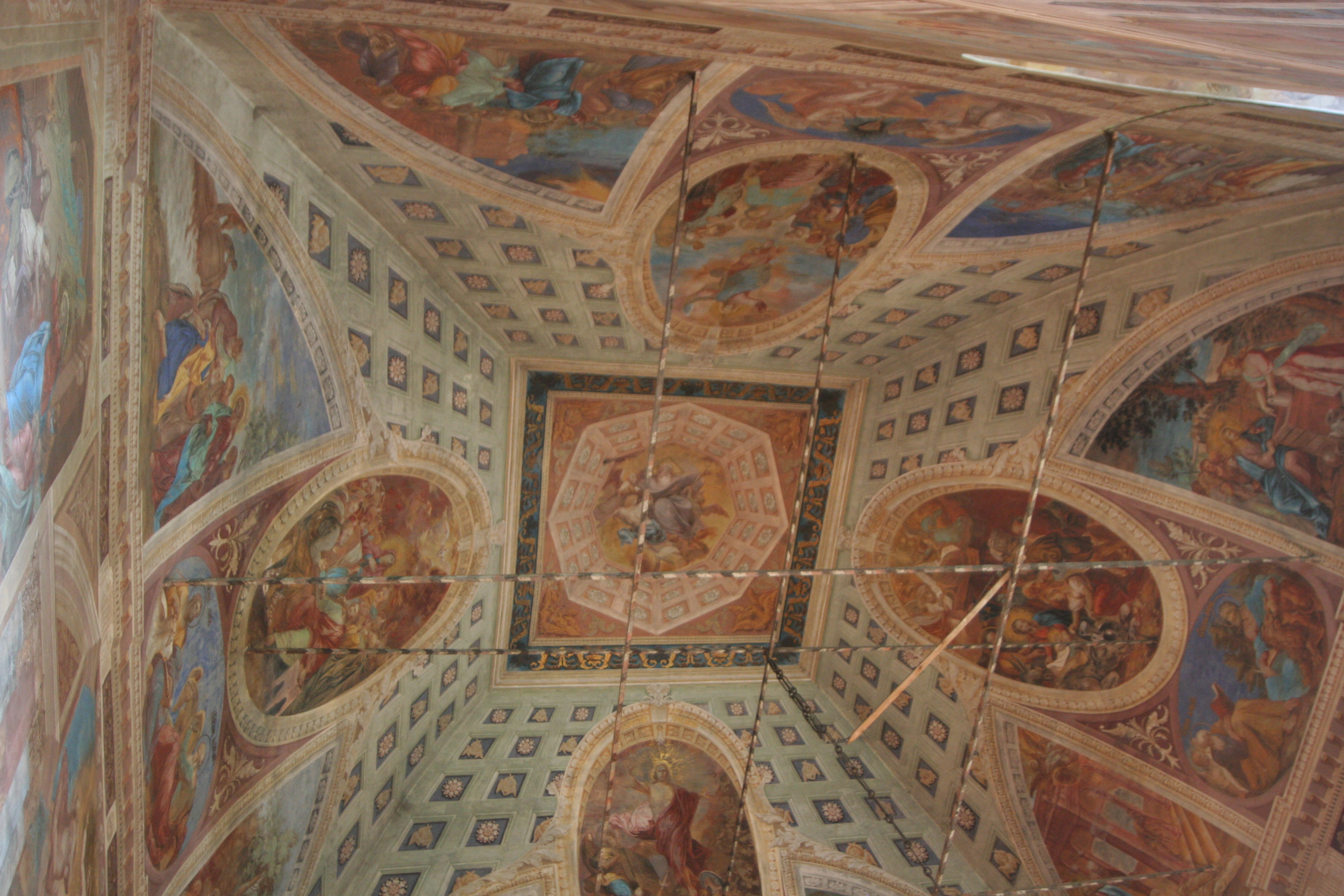
Intérieur de la Cathédrale d'Ouglitch